# ザ・パステルズ
ザ・パステルズ (The Pastels)はイギリス・スコットランド出身のインディー・ロックバンド。1981年にグラスゴーで結成。

## 来歴
1981年にフロントマンのスティーヴン・パステル（本名：スティーヴン・マクロビー）を中心にグラスゴーで結成され、翌1982年にWhaam!レーベルからシングル"Songs for Children"でデビュー。その後は様々なレーベルから年に1,2枚ずつシングルを出すなどマイペースな活動を続ける。1987年にようやく1枚目のアルバム『Up for a Bit with The Pastels』をリリース。1988年に初期のシングル集『Suck On』、1989年にはセカンドアルバム『Sittin' Pretty』を発表する。1990年頃にアナベル・ライト（ベース、キーボード）と、現在までメンバーとして固定するドラマーのカトリーナ・ミッチェルが加入。1994年に2枚目のシングル集『Truckload of Trouble』、翌1995年にサードアルバム『Mobile Safari』を、1997年に4枚目のアルバム『Illumination』をリリース。1998年には初のリミックスアルバム『Illuminati』、2003年には初のサウンドトラック『The Last Great Wilderness』が発表された。2009年には日本の音楽ユニットであるテニスコーツとのコラボレーションアルバム『Two Sunsets』を発表している。2013年に16年振りとなる5枚目のアルバム『Slow Summits』をリリースした。

## メンバー
- スティーヴン・パステル - ギター、ボーカル (1981年 - )
- カトリーナ・ミッチェル - ドラムス (1990年 - )

### 過去に在籍したメンバー
- ブライアン・テイラー - ギター (1981年 - 1990年)
- マーティン・ヘイワード  - ベース, ボーカル (1982年 - 1990年)
- バーニス・シンプソン - ドラムス (1983年 - 1990年)
- アナベル・ライト - ベース、ボーカル、キーボード (1984年 - 2000年)

## 作品

### スタジオ・アルバム
- Up for a Bit with The Pastels (1987年)
- Sittin' Pretty (1989年)
- Mobile Safari (1995年)
- Illumination (1997年)
- Slow Summits (2013年)

### コンピレーション・アルバム
- Suck On (1988年)
- Truckload of Trouble (1994年)
- Illuminati (1998年)
- Summer Rain (2013年)

### サウンドトラック
- The Last Great Wilderness (2003年)